# Deinacrida talpa
Deinacrida talpa är en insektsart som beskrevs av Gibbs 1999. Deinacrida talpa ingår i släktet Deinacrida och familjen Anostostomatidae. Inga underarter finns listade i Catalogue of Life.